# دودمان بیلبو

نشان دودمان بیلبو

دودمان بیلبو (به سوئدی: Bjälboätten) یا دودمان فلکونگ (به سوئدی: Folkungaätten) نام خاندانی از اوسترگوتلاند سوئد بود که شماری از پادشاهان، یارل‌ها و اسقفان این کشور از آن خاندان برخاستند. همچنین سه تن از پادشاهان نروژ و یکی از شاهان دانمارک نیز در سدهٔ چهاردهم میلادی از این دوده بودند.

## پیشینه
دودمان بیلبو میان سده‌های یازده تا سیزده میلادی یکی از سرشناس‌ترین یارل‌ها در سوئد بودند. قدیمی‌ترین عضو شناخته شده این خاندان فلکه فربه بود. در سده سیزدهم میلادی گروهی از این دودمان به نروژ رفتند و در آن سرزمین سمت‌هایی را برعهده گرفتند. نخستین کسی که از این خاندان به پادشاهی سوئد رسید والدمار بود که در ۱۲۵۰ میلادی به این مقام برگزیده‌شد. مردان این خاندان تا ۱۳۶۴ میلادی بر سوئد پادشاهی نمود. میان سال‌های ۱۳۱۹ تا ۱۳۸۷ میلادی اعضای این خانواده به پادشاهی نروژ هم رسیدند. گذشته از این بیشتر پادشاهان سوئد، نروژ و دانمارک از جانب مادری از تبار دودمان بیلبو بودند.